# Liste öffentlicher Kneipp-Anlagen im Landkreis Esslingen
In der Liste öffentlicher Kneipp-Anlagen im Landkreis Esslingen sind öffentliche Kneipp-Anlagen für Orte, die zum Landkreis Esslingen in Baden-Württemberg gehören, aufgeführt. Sie ist primär nach Orten sortiert, unabhängig davon, ob es sich um Ortsteile, Gemeinden oder Städte handelt. Kneipp-Anlagen können laut Kneipp-Bund in Form von Wassertretanlagen oder Armbecken vorliegen und unterliegen grundsätzlich nicht der Trinkwasserverordnung. Kneipp-Anlagen werden häufig künstlich angelegt. Daneben gibt es in den natürlichen Verlauf von Fließgewässern eingebettete Wassertretstellen. Kneippen ist eine Behandlungsmethode der Hydrotherapie, die auf der Grundlage von Sebastian Kneipp angewendet wird. Hierbei wird in kaltem Wasser auf der Stelle geschritten. In Armbecken werden die Arme bis zur Mitte der Oberarme ins kalte Wasser getaucht. Die Liste erhebt keinen Anspruch auf Vollständigkeit.

## Kneipp-Anlagen im Landkreis Esslingen
Derzeit sind im Landkreis Esslingen vier öffentliche Kneipp-Anlagen erfasst (Stand: 8. Juni 2021):
| Bild | Ort            | Beschreibung                                                                                     | ↴ Zufluss / ↳ Abfluss              | Standort        |
| --- | -------------- | ------------------------------------------------------------------------------------------------ | ---------------------------------- | --------------- |
| (weitere Bilder) | Altdorf        | Kneipp-Becken bei Altdorf                                                                        |                                    | ⊙               |
| Bild gesucht Die Wikipedia wünscht sich an dieser Stelle ein Bild vom hier behandelten Ort. Weitere Infos zum Motiv findest du vielleicht auf der Diskussionsseite . Falls du dabei helfen möchtest, erklärt die Anleitung , wie das geht. BW | Beuren         | Kneipp-Anlage am Thermalbad                                                                      | ↴ Trinkwassernetz / ↳ Abwassernetz | ⊙ Am Thermalbad |
| (weitere Bilder) | Großbettlingen | Kneipp-Anlage südwestlich von Großbettlingen. Gelegen im Tal der Autmut am Weg zum Schützenhaus. |                                    | ⊙               |
| (weitere Bilder) | Neuffen        | Die Kneippanlage liegt in der Nähe zum Wohnmobil-Stellplatz, Richtung Viehweide.                 |                                    | ⊙               |